# Matthieu Orléan
Matthieu Orléan est un réalisateur français, collaborateur artistique auprès de la Cinémathèque française, né en 1975 à Paris.

## Biographie
Matthieu Orléan est chargé des expositions temporaires à la Cinémathèque française depuis 2004.

## Filmographie
- 2008 : Des Indes à la planète Mars (coréalisateur : Christian Merlhiot)

## Publications
- Paul Vecchiali. La maison cinéma, L'Œil, 2011
- Le Monde enchanté de Jacques Demy (dir.), Skira - Flammation - La Cinémathèque française - Ciné-Tamaris, 2013
- Amos Gitai. Architecte de la mémoire, ouvrage collectif, Gallimard, 2014
- Gus Van Sant, Actes Sud, 2016
- Vampires, La Cinémathèque française - RMN, 2019